# Те-Гайдаут (Пенсільванія)
Те-Гайдаут (англ. The Hideout) — переписна місцевість (CDP) в США, в окрузі Вейн штату Пенсільванія. Населення — 2634 особи (2020).

## Географія
Те-Гайдаут розташований за координатами 41°26′8″ пн. ш. 75°21′0″ зх. д. / 41.43556° пн. ш. 75.35000° зх. д. (41.435486, -75.349934).  За даними Бюро перепису населення США в 2010 році переписна місцевість мала площу 17,33 км², з яких 15,82 км² — суходіл та 1,51 км² — водойми.

## Демографія
Згідно з переписом 2010 року, у переписній місцевості мешкало 3013 осіб у 1325 домогосподарствах у складі 969 родин. Густота населення становила 174 особи/км².  Було 3306 помешкань (191/км²).
Расовий склад населення:
| - 94,5 % — білих - 2,8 % — чорних або афроамериканців - 0,3 % — азіатів - 0,2 % — корінних американців |

До двох чи більше рас належало 1,4 %. Частка іспаномовних становила 5,2 % від усіх жителів.
За віковим діапазоном населення розподілялося таким чином: 16,0 % — особи молодші 18 років, 54,8 % — особи у віці 18—64 років, 29,2 % — особи у віці 65 років та старші. Медіана віку мешканця становила 54,7 року. На 100 осіб жіночої статі у переписній місцевості припадало 93,8 чоловіків;  на 100 жінок у віці від 18 років та старших — 95,2 чоловіків також старших 18 років.
Середній дохід на одне домашнє господарство  становив 64 055 доларів США (медіана — 53 185), а середній дохід на одну сім'ю — 71 721 долар (медіана — 67 667). Медіана доходів становила 47 875 доларів для чоловіків та 30 446 доларів для жінок. За межею бідності перебувало 4,5 % осіб, у тому числі 0,0 % дітей у віці до 18 років та 0,0 % осіб у віці 65 років та старших.
Цивільне працевлаштоване населення становило 1048 осіб. Основні галузі зайнятості: освіта, охорона здоров'я та соціальна допомога — 21,9 %, роздрібна торгівля — 16,1 %, фінанси, страхування та нерухомість — 14,8 %.